# Антимонопольний комітет
Антимонопо́льний коміте́т — офіційна урядова організація, яка регулює ринки з метою підтримання вільної конкуренції у виробництві та продажі товарів та послуг, та недопущення встановлення монополії на ринку.
Першим в історії прикладом антимонопольного регулювання ринків державою було прийняття Антитрастового акту Шермана в 1890 році в США. Тим не менше, цей акт не вдавалось втілити у життя до 1904 року через потужне лобіювання великих бізнесових корпорацій.
Антимонопольний комітет України був створений 26 листопада 1993 року.